# ریچارد ایتون

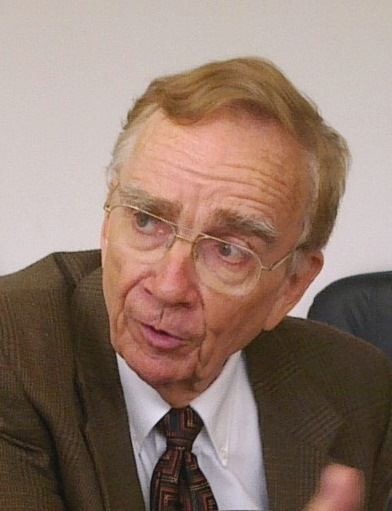
نگارهٔ ریچارد ماکسول ایتون، مورخ اهل آمریکا

ریچارد ماکسول ایتون (به انگلیسی: Richard Maxwell Eaton)، یکی از برجسته‌ترین مورخان آمریکایی متخصص در حوزه تاریخ هند، به‌ویژه در دوره پیش از ۱۸۰۰ میلادی است. او به‌دلیل تحقیقات میان‌رشته‌ای خود دربارهٔ تعاملات فرهنگی و مذهبی در میان هندوها و مسلمانان هند شناخته شده‌است.
ایتون مدرک دکترای خود را از دانشگاه کالیفرنیا، برکلی دریافت کرد. عمدهٔ تحقیقات وی بر تاریخ اجتماعی و فرهنگی هند متمرکز است. او به‌ویژه به مطالعهٔ منطقهٔ دکن، بنگال و تأثیر اسلام در جوامع محلی هند علاقه‌مند است. وی که در حال حاضر استاد دانشگاه آریزونا است، در پژوهش‌های خود به بررسی چگونگی انتقال و تحول هویت‌های فرهنگی و آیینی در هند، به‌ویژه در مورد مسلمانان و هندوها، می‌پردازد.
کتاب «هِند در عصر پارسی: ۱۰۰۰–۱۷۶۵» یکی از شناخته‌شده‌ترین نوشته‌های اوست و تاریخ هند از دوره غزنویان تا آغاز سلطه بریتانیا را پوشش می‌دهد. ایتون همچنین در کتاب «هتک حرمت معابد و دولت‌های هندویی-اسلامی»، به بررسی چالش‌های مربوط به تخریب پرستش گاه‌های هندوها توسط مسلمان‌ها و معنای اجتماعی-سیاسی این وقایع پرداخته است.
وِی پژوهش‌های ارزشمندی دربارهٔ ساختارهای اجتماعی، اقتصادی و دینی هند ارائه کرده که تأثیرات عمیقی بر درک تاریخ منطقه داشته است. او همچنین با تلاش برای دوری از روایت‌های ساده‌سازی‌شده تاریخی، بر پیچیدگی روابط هندو-اسلامی تأکید کرده، و با نگاهی انتقادی-تحلیلی به نقش و تأثیرات متقابل این جوامع پرداخته است.

## آثار منتخب
- Sufis of Bijapur, 1300-1700 - Princeton University Preas: 1978[۳]
- Islamic History as Global History - American Historical Association,: 1990
- Firuzabad: Palace City of the Deccan - Oxford University Press: 1992
- The Rise of Islam and the Bengal Frontier, 1204-1760 - Oxford University Press: 1993
- Essays on Islam and Indian history - Oxford University Press: 2000[۴]
- A Social History of the Deccan, 1300-1761 0 Eight Indian Lives. Cambridge: Cambridge University Press, - published: 2000 (The New Cambridge History of India. I.8,)
- India's Islamic Traditions, 711-1750 (general editor). Oxford University Press: 2003
- Approaches to the Study of Conversion to Islam in India in Religious Movements in South Asia 600-1800 (edited by David N. Lorenzen) - Oxford University Press: 2005
- Temple Desecration and Muslim States in Medieval India - published: 2004
- Slavery and South Asian History (co-editor with Indrani Chatterjee) - Indiana University Press: 2006, شابک ‎۹۷۸−۰−۲۵۳−۱۱۶۷۱−۰
- Power, Memory, Architecture: Contested Sites on India's Deccan Plateau, 1300-1600 - Oxford University Press: 2014
- India in the Persianate Age: 1000-1765 - University of California Press; Penguin: 2019[۵][۶]
- co-ed. with Ramya Sreenivasan. The Oxford Handbook of the Mughal World. 2020. (in process, DOI:10.1093/oxfordhb/9780190222642.001.0001